# Yōsuke Tashiro
Yōsuke Tashiro (japanisch 田代 容輔 Tashiro Yōsuke; * 27. Juni 1995 in Osaka) ist ein ehemaliger japanischer Fußballspieler.

## Karriere
Tashiro erlernte das Fußballspielen in der Schulmannschaft der Kokoku High School. Seinen ersten Vertrag unterschrieb er 2014 bei Vissel Kōbe. Der Verein spielte in der höchsten Liga des Landes, der J1 League. Für den Verein absolvierte er sechs Erstligaspiele. Im Juli 2016 wurde er an den Zweitligisten Thespakusatsu Gunma ausgeliehen. Für den Verein absolvierte er zwei Ligaspiele. Ende 2016 beendete er seine Karriere als Fußballspieler.